# Bion z Borystenes
Bion z Borystenesu (ur. 325, zm. 250 p.n.e.; gr. Βίων Βορυσθενίτης) – hellenistyczny filozof, bliski cynikom i akademikom. Uczeń Teofrasta.
Urodził się w Borysthenes nad Dnieprem, jako syn wyzwoleńca, handlarza ryb oraz spartańskiej prostytutki. Za młodu za oszustwa ojca został, wraz z całą rodziną, sprzedany w niewolę. Po wielu latach odziedziczył majątek swojego właściciela. Sprzedawszy majątek, ruszył w celach edukacyjnych do Aten, gdzie słuchał nauk m.in. Kratesa z Teb. Nie prowadził życia zgodnego z głoszonymi ideałami cynickimi – cenił dobra materialne i towarzystwo możnych - przebywał m.in. na dworze Antygona Gonatasa, króla Macedonii.